# Volbeat
Volbeat — данський рок-гурт, заснований 2001 року.

## Історія гурту
Засновником гурту Volbeat був колишній лідер гурту Dominus Мікаель Поульсен. Зі своїм попереднім колективом Поульсен грав метал, випустивши за десять років чотири альбоми та отримавши популярність на місцевій сцені. У новому гурті він хотів грати більш традиційну рок-музику, яка б поєднувала хард-рок, метал, глем-рок, панк-рок і навіть рокабілі, надихаючись широким колом виконавців — від AC/DC і Metallica до Елвіса Преслі та Джонні Кеша.
Volbeat було створено в жовтні 2001 року. Наступного року колектив випустив перший демозапис, однойменний Volbeat, але популярним став після другого демо Beat the Meat. Музиканти виступили в місцевому шоу талантів Live Contest, а також багато гастролювали. Дебютний альбом The Strength/The Sound/The Songs, що вийшов 2005 року на лейблі Rebel Monster, приніс Volbeat нагороду Danish Metal Musik Awards за найкращий альбом. Після двох років виступів у Данії та на європейських фестивалях, 2007 року вийшла їхня друга платівка Rock the Rebel/Metal the Devil, яка посіла перше місце в хіт-парадах країни та забезпечила Volbeat виступи на розігріві у Metallica та Megadeth. Третій альбом Guitar Gangsters and Cadillac Blood (2008) також став першим в данських чартах, а четвертий — Above Heaven/Beyond Hell — було записано за участі музикантів Mercyful Fate, King Diamond, Napalm Death, Kreator та Taggy Tones.
2013 року вийшов п'ятий студійний альбом гурту Outlaw Gentlemen & Shady Ladies, перший на лейблі Vertigo Records, що належав мейджор-лейблу Universal Music Group. Платівка стала відомою за межами рідної країни, посівши перше місце в хіт-парадах не тільки Данії, але й Австрії, Канади, Нідерландів, Німеччини, Норвегії та Швейцарії, а також потрапивши до десятки найкращих альбомів США, Швеції та Бельгії. Протягом наступних років гурт видав ще три альбоми — Seal the Deal & Let's Boogie (2016), Rewind, Replay, Rebound (2019) та Servant of the Mind (2021).

## Учасники гурту
Поточний склад (2023):
- Мікаель Поульсен — вокал, гітара
- Йон Ларсен — барабани
- Каспар Боє Ларсен — бас-гітара[2]

Колишні учасники:
- Андерс Кйолхольм — бас-гітара
- Роб Каджано — гітара
- Томас Бредаль — гітара
- Франц Готшалк — гітара
- Тедді Ванг — гітара[1]

## Дискографія
Студійні альбоми:
- 2005 — The Strength / The Sound / The Songs
- 2007 — Rock the Rebel / Metal the Devil
- 2008 — Guitar Gangsters & Cadillac Blood
- 2010 — Beyond Hell / Above Heaven
- 2013 — Outlaw Gentlemen & Shady Ladies
- 2016 — Seal The Deal & Let's Boogie
- 2019 — Rewind, Replay, Rebound
- 2021 — Servant Of The Mind

Концертні альбоми:
- 2008 — Live Sold Out!
- 2011 — Live From Beyond Hell / Above Heaven
- 2018 — Let's Boogie! Live from Telia Parken
- 2020 — Rewind, Replay, Rebound: Live In Deutschland[3]